# しょこたん語
しょこたん語（しょこたんご）とは、タレントの中川翔子が使う独特の言葉および表現の総称。由来は中川の愛称である「しょこたん」から。

## 概要
主に中川が出演した番組や自身の公式ブログ「しょこたん☆ぶろぐ」などで用いられる。この他、中川との会話の際、相手が使用することもある。「しょこたん語」という呼称は、中川翔子および関係者が直接名づけて普及活動を行ったものではなく、ネット上や各種メディア上で取り上げられることにより認知されるようになったものである。
「しょこたん語」はそれまで市井のアンダーグラウンドな言葉として軽視・異視されていたネット用語を一般層に広めたという点において、そうした言葉を話す話者から称賛の声が聞かれる。また、中川と同世代の一部のギャルの間では、音感や用法がギャル言葉に類似することもあってか、言葉が持つ独特な親しみやすさからか、浸透しつつある。
しかし、中川の知名度によって多くの人々に認識されるようになる一方、特にVIP語も「しょこたん語」のひとつとして扱う影響により、しょこたん語が混同されるようになり、お互いに侵蝕しあう現象が発生している。そのため、元々の話者（主にVIPPERなど）の中には中川を称賛しない者も見受けられる。なおこの主張や話者に対して、中川からのコメントはない。
また、2ちゃんねる用語との違いが大きいことも対立する理由のひとつとして付け加えたい。
なお『しょこたん☆ぶろぐ』では「しょこたん語」としては紹介されてはおらず、単に「用語紹介」とされている。なお、この項目では書籍『しょこたん☆ぶろぐ』内で中川が使う独特の言葉・表現をスタッフがまとめた「（中川翔子の）用語紹介」のコーナーを基にしている。

## 語源
「しょこたん語」といわれる言葉は、インターネットから使われた単語であり、その特徴は随所に見られる。考え方によっては2ちゃんねる用語の一方言とも言えるVIP語のさらなる方言とも言える。そのためか、ネット上では、中川翔子に関するウェブページ以外でも「しょこたん語」あるいはそれに類似したものが、しばしば見られる。
なお、「しょこたん語」の語彙自体は2ちゃんねるが発祥である一方、イントネーションやアクセントや使用状況などは、文字列が並ぶだけのネット上では表現できない場合が多く、そのあたりについては2ちゃんねる発祥とは必ずしも言い切れない部分もある。

## 言葉一覧

### 呼称・敬称
- 神
中川翔子の尊敬する人の中でも、特に人生において欠かすことのできない人のこと。
- ネ申
中川翔子が尊敬して止まない人のこと。ただ、対象数が多いため、周囲からは総称として扱われる。
- 〜様、〜さま、〜サマ
中川翔子の愛すべき人・キャラクターへの敬称。
ベジータ、トランクス、セフィロス、空条承太郎、etc.

### 文末・語尾
- な〜
主に感心したり、納得したりしたときに使われる。
- す
感嘆詞以外の言葉と合わせて使われる。
- ね
主に確認、納得、感想などのコメント時に文末につく。
- 呀（あ）
嬉しさや喜びを表すときに使われる。ただし、現在では「ギザ」にとってかわられている。
- まんた
「ました」の意味。活用として「まんたった」に変化。ハトのおよめさんが由来。
- りんぐ
「動詞」の後に付属する「現在進行」を表す語。英語の「動詞原形」+「ing」が由来。VIP語の「〜しまくりんぐ」が原型。
- とう
「動詞」の後に付属する「現在完了」を表す語。「ハモっとう！」「まいしとうお！」「とろりんチーズがインしとう」など。

### 感嘆詞
発祥から2つに分けることができる。使用状況によっては、「ギザ」や「ギガント」などの接頭辞がつく場合がある。
中川翔子オリジナル
- カワユシ
「カワユス」の上位変化。ただしこの用語は古くから日本語の表現にあり、2ちゃんねるでもダウンタウン松本人志を称えるスレにおいて数年前からある。
- マミタス、マミトス、マミトシ、マミト
「ました」の意味で、元々は、溺愛する愛猫"マミタス"を呼ぶときに使っていた。それがいつしか、テンションが高いときや感激のあまりに使うもの。「まんた」とあわせることもあり、「マミまんた」と使う。
- まいしてる
「愛している」の意味。恥ずかしいので「あ」をマミタスの「ま」と入れ替えて使用している。

スラング発祥
- ウレシス
「嬉しい」の意味。
- カナシス
「悲しい」の意味。
- カワユス
「可愛い」の意味。
- カッコヨス
「かっこいい」の意味。「憧れる」の意としても使われる。
- クラヰシス

　　　　　「中川翔子でも焦るほどやばい危機」の意味。押しキャラが死亡したときなどに使う。
- ワロス
ニュース速報(VIP)板#VIP語を参照。
- ウマス
「美味しい」「うまい」の意味。
- マズス
「不味い」の意味。
- タカス
「高い」の意味。
- ヤバス
「ヤバイ」が変化したもの。ギャル言葉と同様、否定・肯定と両方の意味を持つ。
- エロス
主に「性的」という意味。
- キターッ!!、きたーッ!!
2ちゃんねる用語からの引用で、意味や用法も同じ。主に、驚いたり嬉しかったりしたとき、感激した瞬間に発する言葉。「うわ〜」「うぉ〜」などと同様。

### 接頭辞
- ギザ
中川翔子の代名詞的な言葉。主に「超」の意味として使われる。また「好き」「気になる」としても使われるが、言葉自体に特に固定した意味はない。
「ギガ」を携帯で変換しようとして間違えたものを気に入りそのまま使っている。
中川自身の気分がいいと「ギザギー」や「ギザン」に変化することがあった。また、「超ギザ」「激ギザ」などもある。なお、「ギガント」が使われるようになった現在では衰退した。
『溜池Now』（GyaO）で漫画家の荒木飛呂彦と対談した際に荒木が「うちの奥さんがよく“ギザ”何とかって使っている。」と語った。『ハヤテのごとく!』、『魔法少女リリカルなのはStrikerS』などのアニメやサウンドドラマなどでも同様の言葉が登場する。また、トレーディングカードゲームデュエル・マスターズの第35弾「超極竜VS六体神」には、「黒神龍ギザバッカル」「ぶちかまし・ギザスマッシュ」という名前のカードが収録されている。
『ニュースウオッチ9』内で紅白歌合戦の出場歌手として紹介された際、コメントに対するテロップで「ギザ（とても）」と表示された。
- ギガント
「ギザ」の上位変化。以前は「ギザ」の数や「超」「激」などで表現していたが、この語によって簡略できるようになった。
なお、感嘆詞（例：ウレシス）とあわせて使う場合、感嘆詞はひらがなになることが多い。
「ギザ」＜「ギガント」＜「ギガンティア」＜「ギガンティック」＜「ビッグバン」の順に上位変化する[1]。
また、この他にも「ギャラクティカ」、「キング」、「バッカルコーン」、「オルタナティヴ」などの接頭辞がある。
ギザは旧友の小明が中川に対し送った「とても」という意味の「ギガ」を使おうとしてメールを打ち間違え、それを中川が気にいって使い出したものである。

### その他
- らいらい
語尾に「お」をつけることにより挨拶として活用できる。語感の響きがよかったことから多用されるようになった。
- らい
「らいらい」の短縮形。主に「はい」や「じゃあ」の意味として使用される。
- トゥットゥルー
何かを発見したり、うれしいことがあったりしたときの効果音。『ドラゴンクエストシリーズ』におけるレベルアップ時に流れる音楽のように用いられる。
現在では中川と彼女のファンとの間で、ライブやイベントなどの時に挨拶代わりに使用されることも多い。また、テレビやラジオでも視聴者に向けてコメントを残す際にも多々使用している。
- バッカルコーン
前方斜め上に片足ジャンプをしながら頭の上で両手をパチンと合わせ叫ぶ言葉。主にテンションが上がった時に使う。ライブではファンと一緒になって連呼し、飛び跳ねている様が恒例となっている。
元ネタは、クリオネが餌を捕獲する際に使用する触手の名称。中川は一時期クリオネを飼育していたことがあり、滅多に見られないという捕食の瞬間を撮影することに成功している（このことから、しょこたん語のバッカルコーンの初期の使い方も、「食べる＝バッカルコーンする」であったが、現在では「未来を掴むバッカルコーン！」など、場面に合わせた意味が込められて使用されている）。
- マミる、マミった
「肥る、肥った」の意。中川の愛猫「マミタス」（肥っている）から来た言葉。『魔法少女まどか☆マギカ』由来のインターネットスラング「マミる」とは無関係。
- ギザ10
中川翔子芸能界デビュー10周年記念に合わせて生み出した、中川本人曰く2012年一押しの持ちギャグ。だが、スベることが多く、ファンにもあまり普及していないことを中川本人がよく嘆いている。「ギザ10は今年だけ！」。
- ボッチボーン
FNS27時間テレビの企画「ネプリーグ“なまか”対抗スペシャル」に出演した際、ファイブリーグのコーナーで「ぼっちゃん」が正解の問題で、「ゃ」の部分を担当していた中川は答えがわからず、自身が愛読する漫画の「ジョジョの奇妙な冒険」の「冒」を書いてしまい、できた答えの「ぼっち冒ん」をナレーションの伊藤利尋アナウンサーが無理矢理「ボッチボーン」と発音し、気に入った中川がブログで使うようになった。ショックを受けたときや相手に「死」を連想させたいときに使っていた。
- ホルース
中川の携帯電話の辞書機能の中にはじめから登録されていた「（ ´_つ`）ホルース」が元となり現在ではさまざまな応用語が登場している。興奮したときなど気持ちが高ぶったときに使用しているが、本人は正確な意味をわかっていない。
- レベル
自己の年齢をレベルに例えて表現する。毎年誕生日を迎えるたびに「レベルがあがった」などとブログなどで発言している。現在はLV39である。
- メポ
絵や文字が描かれた額の画像とともに、毎朝中川自身が起きて最初に更新するときに使われるタイトル。額に何も書かれていない時や飼い猫のときもある。この言葉を使うことで、朝が来たことを意味するようで、「おはよう」の意味が込められている。由来はアニメ『ふたりはプリキュア』に登場するキャラクターから。

キャラクター
- アゴたん
高い声で宇宙のことについて語るキャラクター。2005年9月5日に誕生した。同年11月22日に死亡するも、後に霊体として復活した。あごの肉を顔の方に引き寄せているのが特徴。
- マロス
「アゴたん」の死後に登場したキャラクター。引眉のような眉毛が特徴。名前の由来は「麻呂」。
- おヨネたん
2007年3月11日のしょこたんぶろぐに多く登場するキャラクター。語尾に「ヨネ〜ン」を付ける。口から舌を出しているのが特徴。
- しょこたぼん
2007年8月9日ニッポン放送で放送された『ヤンピース』でパーソナリティをやっている東貴博が夏休みということでしょこたんが代わりに担当したときに登場したキャラクター。話し方に特徴があり、聞き取りにくいときもある。